# Klara Oppenheimer
Klara Oppenheimer (* 6. November 1867 in Paris; † 17. Mai 1943 im KZ Theresienstadt) war eine deutsche Lehrerin, Medizinerin und Frauenrechtlerin. Sie war Fachärztin für Säuglings- und Kinderpflege und die erste Ärztin mit eigener Praxis und Kassenzulassung in Würzburg.

## Leben und Wirken
Klara Oppenheimer entstammte der großbürgerlichen jüdischen Familie Oppenheimer und wurde als älteste Tochter des deutschen Ehepaars Aron und Recha Oppenheimer in Paris geboren. 1872 zog die Familie von Paris nach Frankfurt am Main. Ihr aus Oberingelheim in Rheinhessen stammender Vater hatte als Kaufmann in Paris und Frankfurt ein großes Vermögen erworben. 1875 kam Klara Oppenheimer mit ihrer Familie aus Frankfurt nach Würzburg, wo ihr Vater sich als Privatier in einer Villa in der Randersackererstraße 33 niederließ. In Würzburg kamen Klaras Schwestern Cäcilie und Johanna zur Welt. In den 1880er Jahren benannte Aron Oppenheimer sich in Adolf Oppenheimer um und erwarb mehrere Häuser in der Sophienstraße mit dem daran anschließender Eckhaus zur Friedensstraße 26.
Im Jahr 1889 absolvierte Klara Oppenheimer das Lehrerinnenexamen in Aschaffenburg und hatte damit den höchsten Bildungsabschluss erreicht, der damals für Frauen zugänglich war. Als 1903 erstmals in Bayern Frauen zum regulären Studium zugelassen wurden, holte die examinierte Lehrerin das Abitur nach. 1906 schrieb sie sich an der Julius-Maximilians-Universität Würzburg für das Studium der Medizin ein. Die ärztliche Prüfung legte sie 1910 ab, 1911 machte sie ihr Medizinalpraktikum.
Schon vor ihrem Studium hatte sie sich für die Gleichberechtigung der Frauen engagiert. Sie arbeitete im Verein Frauenheil mit, der sich für die „Förderung höherer Bildung des weiblichen Geschlechts und der Erwerbstätigkeit der auf eigenen Unterhalt angewiesenen Frauen“ einsetzte. Während ihres Studiums wurde sie zweite Vorsitzende des Vereins studierender Frauen.
1912 wurde sie bei Eugen Enderlen mit ihrer Doktorarbeit Carcinoma der Papilla Vateri promoviert und erhielt im selben Jahr die Approbation. Danach arbeitete sie zunächst am Pathologischen Institut. Im Juni 1918 eröffnete Klara Oppenheimer nach verschiedenen Stellen als Assistenzärztin (unter anderem 1917 bis 1918 bei Hans Rietschel) mit 52 Jahren eine Praxis für Säuglings- und Kinderkrankheiten in der Friedensstraße 26 und war damit die erste Ärztin mit eigener Praxis in Würzburg. Im Jahr 1919 erhielt sie, ebenfalls als erste Ärztin Würzburgs, zudem eine Kassenzulassung.
Als zweite Vorsitzende im örtlichen Frauenstimmrechtsverein und als Mitglied im Vorstand der Sophienschule, einer von 1900 bis 1937 in Würzburg existierenden sechsklassigen Bildungseinrichtung für Mädchen, setzte sie sich weiterhin für die Rechte von Mädchen und Frauen ein.

## Judenverfolgung und Stolperstein

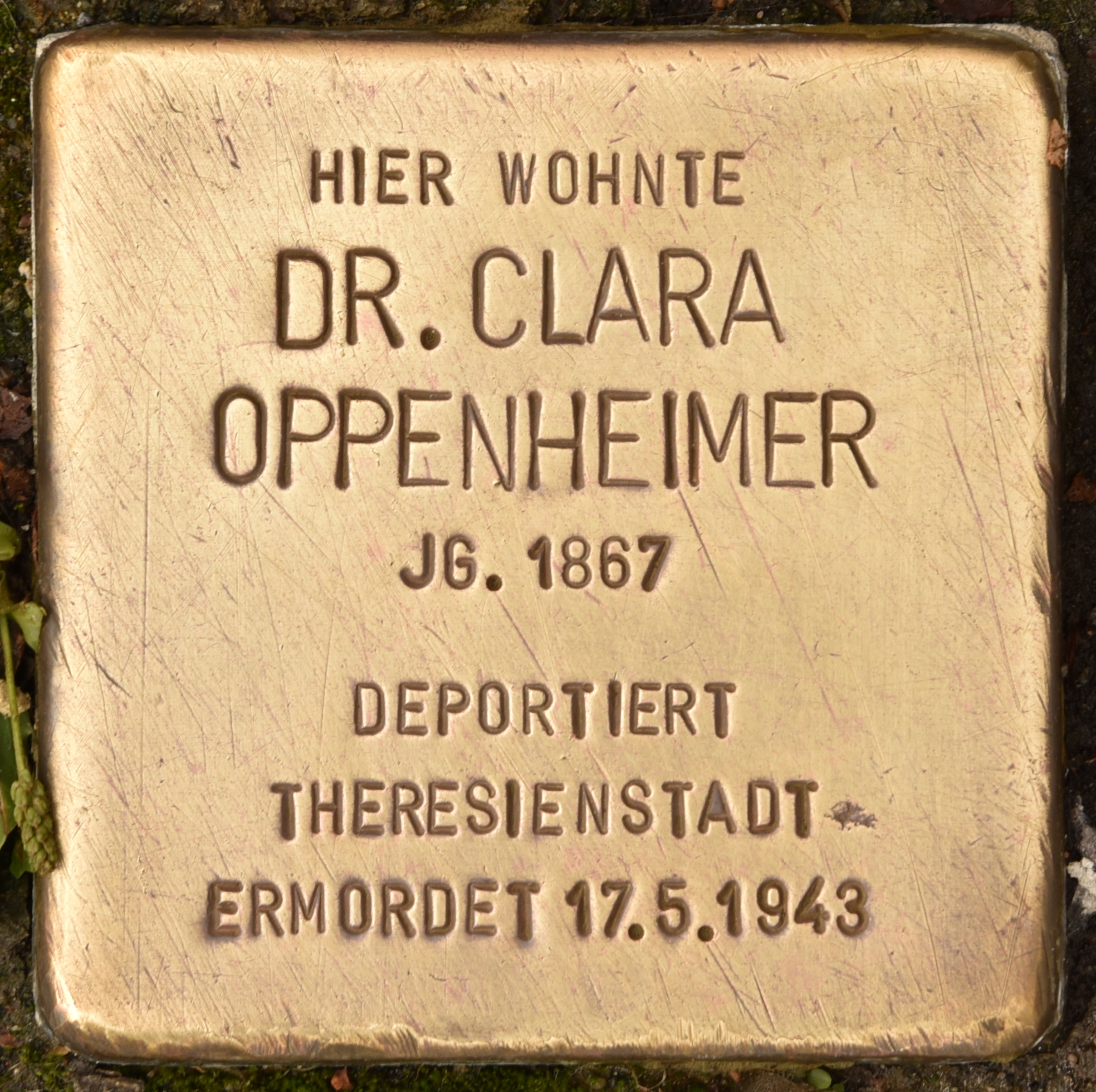
Stolperstein in Würzburg-Sanderau

Ab 1933 hatte Klara Oppenheimer unter dem Nazi-Terror zu leiden. Ihre Rente wurde gekürzt und ein Ausreiseantrag in die Schweiz abgelehnt. Ihr Haus wurde zu einem Judenhaus gemacht und sie selbst im August 1941 zwangsweise in ein jüdisches Altenheim umgesiedelt.
Am 23. September 1942 wurde Klara Oppenheimer nach Theresienstadt deportiert, wo sie am 17. Mai 1943 ums Leben kam. In Erinnerung an Klara Oppenheimer wurde vor dem elterlichen Haus in der Friedenstraße 26 in Würzburg ein Stolperstein verlegt. Seit dem 17. Mai 2024 existiert ein QR-Stein, der als Link direkt auf die Klara-Oppenheimer-Route führt. Diese Route ist ein von der Schulfamilie der Klara-Oppenheimer-Schule gemeinsam mit dem Johanna-Stahl-Zentrum und dem Arbeitskreis Würzburger Stolpersteine erstellter Beitrag zur Erinnerungskultur an ihre Namensgeberin.
Ihr Leben und Wirken wurde posthum gewürdigt:
- Nach ihr wurde der Klara-Oppenheimer-Weg innerhalb des Campus Hubland Nord (früher Leighton Barracks) im Frauenland benannt.
- Das Städtische Berufsbildungszentrum für kaufmännische, hauswirtschaftliche und soziale Berufe Standort 2[11] in der Sanderau trägt den Namen Klara-Oppenheimer-Schule.